# Местные выборы на Украине (2015)
Местные выборы на Украине в 2015 году прошли 25 октября. Второй тур выборов глав городов, в которых зарегистрировано более 90 тысяч избирателей и в которых ни один кандидат не смог набрать больше 50 % голосов избирателей в первом туре, был организован 15 ноября. Согласно 141 статье Конституции Украины очередные (то есть плановые) местные выборы должны проходить «в последнее воскресенье октября пятого года полномочий соответствующего совета либо соответствующего головы, избранных на очередных выборах». Предыдущие очередные местные выборы прошли в 2010 году. В соответствии с законом, принятым 14 июля 2015 года, выборы не будут организованы на территории Автономной Республики Крым, Севастополя и отдельных районов Донецкой и Луганской областей, которые Украина фактически не контролирует, а также в 91 населённом пункте Донецкой и 31 — Луганской областей на подконтрольной Украине территории, близких к линии столкновения; также не будут проводиться выборы в Донецкий и Луганский областные советы. Выборы депутатов районных советов Киева состоятся 27 марта 2016 года.
Уже в день выборов 25 октября выборы были отменены в Мариуполе и Красноармейске в связи с тем, что территориальные избирательные комиссии в этих городах не смогли доставить бюллетени на избирательные участки. Голосования в этих городах состоялись 29 ноября. Выборы в Сватово и Новоайдарском районе признаны недействительными и переназначены на 20 (27) декабря.
Явка в первом туре выборов 25 октября составила 46,6 %, во втором туре 15 ноября — 34,1 %, что было одной из самых низких явок за всю историю выборов независимой Украины, ниже была явка только на местные выборы 2020. При этом наименьшей была явка на контролируемой Украиной территории Донбасса.

## Контекст
После победы на президентских выборах Пётр Порошенко пообещал провести конституционную реформу, результатом которой должно стать значительное перераспределения полномочий в пользу регионов Украины. В конце июня 2014 года Порошенко внёс проект децентрализации в Верховную раду — парламент Украины. Этот документ был направлен в Венецианскую комиссию, которая в конце октября 2014 года опубликовала своё заключение. Комиссия высоко оценила предложения по децентрализации, назвав их находящимися в соответствии с Европейской хартией местного самоуправления, но отметила, что предложенные поправки к конституции не обсуждались с гражданским обществом.
Конституционные предложения по децентрализации не получили дальнейшего движения до конца 2014 года. Из-за этого возникла опасность того, что власти не смогут провести реформу местного самоуправления до местных выборов либо решат перенести выборы на более позднюю дату. Генеральный секретарь Совета Европы Турбьёрн Ягланд заявил, что необходимо установить полномочия местных властей до выборов, чтобы граждане знали, «кого они выбирают, с какими полномочиями, на какой срок». Он добавил, что ему не известно о каких-либо намерениях властей изменить дату выборов.
6 апреля 2015 года первое заседание провела конституционная комиссия, главной целью которой должна стать разработка конкретных изменений к конституции, в том числе в части децентрализации. Председатель комиссии Владимир Гройсман подчеркнул, что власти должны успеть разработать и принять предложения по децентрализации до октября 2015 года. 17 июня 2015 года Конституционная комиссия объявила о завершении подготовки конституционной реформы в области децентрализации. Текст предложений был направлен в Венецианскую комиссию, которая пообещала из-за необходимости скорейшего принятия документа провести анализ в течение недели. 24 июня 2015 года Венецианская комиссия опубликовала свой анализ предложений. Подчёркивается, что выводы являются предварительными ввиду срочности их разработки. В целом Венецианская комиссия одобрила изменения к конституции, отметив, что они хорошо проработаны и в значительной степени соответствуют Европейской хартии местного самоуправления. Однако, по мнению комиссии, было необходимо внести две правки: во-первых, президент должен иметь право смещать префектов (представителя президента в регионах) только по рекомендации кабинета министров, во-вторых, внести положение о некоторых категориях административных/территориальных единиц или о специальном устройстве для или внутри административных/территориальных единиц.
26 июня Конституционная комиссия приняла окончательный вариант своих предложений, согласившись с замечаниями Венецианской комиссии. Предложения были направлены президенту Украины, который должен представить их Верховной Раде. 1 июля Пётр Порошенко внёс законопроект о конституционной реформе в Верховную Раду. Утром 16 июля стало известно о том, что президент изменил внесённый им 1 июля проект закона. В новой редакции законопроекта положение о том, что местное самоуправление на территории отдельных районов Донецкой и Луганской областей осуществляется в соответствии с отдельным законом, предлагается закрепить в Конституции Украины, тогда как в старой редакции это положение было закреплено в переходных положениях законопроекта о внесении изменений в конституцию. По сообщениям ряда СМИ, на этих поправках настаивало международное сообщество в соответствии с 11 пунктом Комплекса мер по выполнению Минских соглашений. В этот же день 16 июля на заседании Верховной Рады был принят законопроект о внесении изменений в Конституцию Украины. Его поддержали 288 народных депутатов. Из правящей коалиции три фракции поддержали проект, две не поддержали («Самопомич» и «Радикальная партия Олега Ляшко»), за проголосовал также «Оппозиционный блок». 31 июля проект был одобрен Конституционным судом. 31 августа законопроект о децентрализации приняли в Верховной раде 265 голосами. Для его окончательного одобрения необходимо получить поддержку более 300 депутатов. Окончательное принятие конституционной реформы, по сообщениям ряда депутатов, пройдёт уже после местных выборов, несмотря на призывы Венецианской комиссии, Совета Европы и ЕС осуществить децентрализацию до 25 октября.
Вторым важным вопросом, касающимся подготовки к выборам, стало принятие нового закона о региональных выборах. После парламентских выборов 2014 года 5 партий, прошедшие в Верховную раду, подписали коалиционное соглашение, которое предусматривает изменение закона о выборах в местные органы власти. Во-первых, предполагается введение выборов городских голов в два тура, если в первом ни один из кандидатов не набрал абсолютного большинства голосов избирателей. Во-вторых, соглашение предусматривает частичную отмену мажоритарной избирательной системы и введение пропорциональной с голосованием по открытым спискам. Для разработки изменений законодательства в Верховной раде была создана группа с участием представителей министерства юстиции, которая намеревалась до конца весенней сессии 2015 года принять новую редакцию закона о местных выборах.
18 июня Верховная Рада Украины приняла в первом чтении законопроект о местных выборах, согласно которому выборы в областные, городские и районные советы должны проходить по пропорциональной системе с открытыми списками. За проект проголосовал 271 депутат. Также Рада постановила в дальнейшем рассмотреть этот проект в ускоренном режиме, чтобы окончательно принять закон о местных выборах до конца весенней сессии. Ко второму чтению народные депутаты внесли более полутора тысяч поправок к законопроекту. Часть этих поправок была учтена профильным комитетом Верховной Рады. 14 июля 2015 года Верховная Рада приняла во втором чтении и в целом закон о местных выборах 257 голосами. 8 августа 2015 года Закон Украины «О местных выборах» вступил в силу

## Порядок проведения

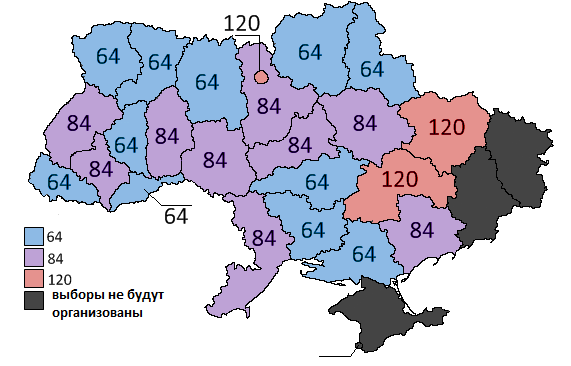
Количество депутатов избираемых в областные советы 25 октября 2015

Центральная избирательная комиссия Украины попросила у правительства 1,2 миллиардов гривен на проведение региональных выборов.
Согласно Конституции Украины страна состоит из 24 областей, Автономной Республики Крым и двух городов с особым статусом. Области состоят из районов, крупные города разделятся на городские районы. Местные советы формируются путём выборов в областях, районах, городах, городских районах, а также в посёлках и деревнях (сёлах). Главы местных администраций на уровне городов, посёлков и деревень избираются на прямых выборах. Новый закон о местных выборах, вступивший в силу в августе 2015 года, ввёл трёхуровневую систему местных выборов. Советы посёлков и деревень, а также главы посёлков, деревень и городов, в которых зарегистрировано менее 90 тысяч избирателей, избираются по мажоритарной системе относительного большинства (с одним туром выборов). Главы городов, в которых зарегистрировано более 90 тысяч избирателей, избираются по мажоритарной системе абсолютного большинства (с двумя турами выборов). Закон о местных выборах допускает возможность выдвижения независимых кандидатов только на уровне посёлков и деревень (сёл); на городском, районном и областном уровнях самовыдвижение запрещено.
Выборы областных, районных, городских и районных в городах советов проходят в многомандатных округах по пропорциональной системе, которую украинские законодатели называют «системой с открытыми списками». Вся территория, жители которой избирают местный совет этой территории, разделяется на избирательные округа, число которых равно числу депутатов совета. Политические партии выдвигают список кандидатов на выборы в совет этой территории и могут принять решение о назначении одного кандидата в каждом избирательном округе. Избиратели отдают свой голос за партийный список, и если партия назначила кандидата в округе, то этот голос засчитывается за этого кандидата. Политические партии, получившие более пяти процентов действительных голосов на выборах в этот совет, участвуют в распределении мандатов. БДИПЧ ОБСЕ считает, что применяемая избирательная система не может называться «системой с открытыми списками», так как избиратели не получат права выбирать между несколькими кандидатами одной партии.
Новый закон о местных выборах обязывает партии включать в избирательные списки не менее 30 % кандидатов каждого пола, однако никаких мер ответственности за нарушение этого правила не предусмотрено. 23 сентября ЦИК постановил, что невыполнение требования о гендерной квоте не может являться основанием для отказа в регистрации списка. Закон не предусматривает возможность участия в выборах для внутренне перемещённых лиц.

### Избирательная комиссия
Избирательная администрация состоит из Центральной избирательной комиссии, Территориальных избирательных комиссий (ТИК) и Участковых избирательных комиссий (УИК). ЦИК — постоянный орган, остальные комиссии являются временными и формируются перед выборами. По данных ЦИК, к выборам сформированы 10 778 ТИК. От 9 до 18 человек входят в ТИКи. Партии, имеющие фракцию в парламенте, гарантировано получают 2 места в ТИКах. Остальные вакантные места распределяются при помощи лотереи между кандидатами, номинированными в ТИК от политических партий. 33 тысячи Участковых комиссий формируются из представителей парламентских партий, партий, участвующих в выборах, и представителей кандидатов, избирающихся в одномандатных округах. Закон предусматривает возможность для партий заменить своих представителей в ТИКах и УИКах в любое время. БДИПЧ ОБСЕ отмечает, что частая смена членов комиссий негативно отражается на эффективности работы избирательных комиссий и угрожает независимости и беспристрастности избирательной администрации.

### Подготовка к выборам
9 сентября 2015 года президент Украины Петр Порошенко подписал указ, направленный на обеспечение демократичности выборов. Согласно указу, центральные и местные органы власти должны обеспечить равные условия для всех участников выборов, не допустить подкупа и обмана избирателей и способствовать деятельности международных наблюдателей за избирательным процессом. МВД, СБУ и местным администрациям поручено принять дополнительные меры для безопасности граждан и субъектов избирательного процесса, а также предотвратить террористические акты..
По словам заместителя главы Центральной избирательной комиссии Андрея Магеры, в конце октября выберут 10 778 местных советов, из которых 9127 будут сельскими советами.
До участия в выборах допущены 132 партии. Изначально 142 партии изъявили желание участвовать в выборах, но у 10 из них ЦИК Украины обнаружил нарушения в поданных документах. На 5 октября в избирательных списках зарегистрировано 29815753 избирателя.

## Наблюдатели
23 июля 2015 года министр иностранных дел Украины Павел Климкин пригласил миссию наблюдателей Бюро по демократическим институтам и правам человека ОБСЕ осуществить наблюдение за подготовкой и проведением местных выборов 25 октября. Миссия оценки потребностей БДИПЧ, работавшая в стране с 5 до 7 августа, рекомендовала развертывание Миссии наблюдения за выборами (МНВ), чтобы оценить соответствие местных выборов 25 октября стандартам ОБСЕ и внутреннему законодательству. В дополнение к основной команде экспертов Миссия оценки потребностей предлагает разместить 100 долгосрочных наблюдателей и 600 краткосрочных для обеспечения географически сбалансированного наблюдения непосредственно в день голосования. В то же время Конгресс местных и региональных властей Совета Европы решил направить миссии своих наблюдателей на период с 22 по 26 октября.
9 сентября 2015 года в Киеве открылся офис миссии наблюдателей за местными выборами Бюро демократических институтов и прав человека ОБСЕ. На следующей неделе в страну прибудут «до ста» долгосрочных наблюдателей от ОБСЕ, за ходом голосования в день волеизъявления будут наблюдать ещё 600 краткосрочных наблюдателей.

## Выборы областных советов

### Винницкая область
Результаты выборов в областной совет Винницкой области
| Батькивщина                         | 176832 | 35,14 | 30 |
| Блок Петра Порошенко «Солидарность» | 112601 | 18,24 | 14 |
| Радикальная партия Олега Ляшко      | 61751  | 10,71 | 9  |
| «Самопомощь»                        | 45418  | 8,33  | 7  |
| Оппозиционный блок                  | 41670  | 7,99  | 7  |
| Аграрная партия Украины             | 40545  | 7,14  | 6  |
| «Свобода»                           | 37656  | 7,14  | 6  |
| «УКРОП»                             | 35889  | 7,14  | 6  |
| Всего (явка %)                      |        | —     | 84 |
| Источник: ЦИК Украины               |        |       |    |

### Волынская область
Результаты выборов в областной совет Волынской области
| «УКРОП»                             | 90195 | 26,56 | 17 |
| Блок Петра Порошенко «Солидарность» | 73308 | 20,31 | 13 |
| «Батькивщина»                       | 65678 | 18,75 | 12 |
| «Свобода»                           | 35825 | 10,94 | 7  |
| Радикальная партия Олега Ляшко      | 34017 | 9,38  | 6  |
| «Самопомощь»                        | 26793 | 7,81  | 5  |
| «Наш край»                          | 21305 | 6,25  | 4  |
| Всего (явка %)                      |       | —     | 64 |
| Источник: ЦИК Украины               |       |       |    |

### Днепропетровская область
Результаты выборов в областной совет Днепропетровской области
| Оппозиционный блок                  | 359004 | 38,33 | 46  |
| Возрождение                         | 194347 | 22,83 | 29  |
| Блок Петра Порошенко «Солидарность» | 108996 | 11,67 | 14  |
| УКРОП                               | 83021  | 8,33  | 10  |
| Батькивщина                         | 70499  | 7,50  | 9   |
| Радикальная партия Олега Ляшко      | 64322  | 6,67  | 8   |
| Самопомощь                          | 60436  | 6,67  | 8   |
| Всего (явка %)                      |        | —     | 120 |
| Источник: ЦИК Украины               |        |       |     |

### Житомирская область
Результаты выборов в областной совет Житомирской области
| Блок Петра Порошенко «Солидарность» | 98726 | 26,56 | 17 |
| «Батькивщина»                       | 77065 | 20,31 | 13 |
| «Оппозиционный блок»                | 38607 | 10,94 | 7  |
| Радикальная партия Олега Ляшко      | 37558 | 9,38  | 6  |
| «Самопомощь»                        | 34532 | 9,38  | 6  |
| «Народная партия»                   | 31423 | 7,81  | 5  |
| «УКРОП»                             | 30105 | 7,81  | 5  |
| «Свобода»                           | 28316 | 7,81  | 5  |
| Всего (явка %)                      |       | —     | 64 |
| Источник: ЦИК Украины               |       |       |    |

### Закарпатская область
Результаты выборов в областной совет Закарпатской области
| Единый Центр                        | 100211 | 28,69 | 19 |
| Блок Петра Порошенко «Солидарность» | 79393  | 25,43 | 15 |
| Возрождение                         | 56490  | 17,19 | 11 |
| КМКС Партия венгров Украины         | 41517  | 12,50 | 8  |
| Батькивщина                         | 37751  | 10,94 | 7  |
| Оппозиционный блок                  | 23689  | 6,25  | 3  |
| Всего (явка %)                      |        | —     | 64 |
| Источник: ЦИК Украины               |        |       |    |

### Запорожская область
Результаты выборов в областной совет Запорожской области
| Оппозиционный блок                  | 174392 | 36,33 | 35 |
| Наш край                            | 80697  | 15,48 | 13 |
| Блок Петра Порошенко «Солидарность» | 61822  | 11,90 | 10 |
| Батькивщина                         | 51241  | 9,52  | 8  |
| УКРОП                               | 43520  | 8,33  | 7  |
| Радикальная партия Олега Ляшко      | 38753  | 7,14  | 6  |
| Самопомощь                          | 36688  | 7,14  | 6  |
| Новая политика                      | 33255  | 7,14  | 6  |
| Всего (явка %)                      |        | —     | 84 |
| Источник: ЦИК Украины               |        |       |    |

### Ивано-Франковская область
Результаты выборов в областной совет Ивано-Франковской области
| «Свобода»                            | 118418 | 48,38 | 30 |
| «Блок Петра Порошенко «Солидарность» | 90232  | 30,4  | 18 |
| »Батькивщина"                        | 81144  | 19,05 | 16 |
| «УКРОП»                              | 59193  | 14,29 | 12 |
| «Самопомощь»                         | 40261  | 9,52  | 8  |
| «Воля»                               | 35929  | 8,33  | 7  |
| Всего (явка %)                       |        | —     | 84 |
| Источник: ЦИК Украины                |        |       |    |

### Киевская область
Результаты выборов в областной совет Киевской области
| Блок Петра Порошенко «Солидарность» | 156378 | 26,19 | 22 |
| «Батькивщина»                       | 119619 | 19,05 | 16 |
| «Самопомощь»                        | 63365  | 11,90 | 10 |
| Радикальная партия Олега Ляшко      | 63311  | 10,71 | 9  |
| «УКРОП»                             | 55644  | 8,33  | 7  |
| Наш край                            | 51042  | 8,33  | 7  |
| «Свобода»                           | 50689  | 8,33  | 7  |
| Оппозиционный блок                  | 38388  | 7,14  | 6  |
| Всего (явка %)                      |        | —     | 84 |
| Источник: ЦИК Украины               |        |       |    |

### Кировоградская область
Результаты выборов в областной совет Кировоградской области
| Блок Петра Порошенко «Солидарность» | 69403 | 21,88 | 14 |
| «Батькивщина»                       | 66031 | 21,88 | 14 |
| Оппозиционный блок                  | 63305 | 20,31 | 13 |
| Радикальная партия Олега Ляшко      | 28722 | 9,38  | 6  |
| «УКРОП»                             | 24432 | 7,81  | 5  |
| «Самопомощь»                        | 20775 | 6,25  | 4  |
| «Свобода»                           | 17428 | 6,25  | 4  |
| Наш край                            | 17370 | 6,25  | 4  |
| Всего (явка %)                      |       | —     | 64 |
| Источник: ЦИК Украины               |       |       |    |

### Львовская область
Результаты выборов в областной совет Львовской области
| Блок Петра Порошенко «Солидарность»        | 224679 | 23,81 | 20 |
| «Самопомощь»                               | 155337 | 16,67 | 14 |
| «Свобода»                                  | 135344 | 14,29 | 12 |
| «Батькивщина»                              | 95748  | 10,71 | 9  |
| «Гражданская позиция»                      | 85072  | 9,52  | 8  |
| «УКРОП»                                    | 65028  | 7,14  | 6  |
| Радикальная партия Олега Ляшко             | 58803  | 5,95  | 5  |
| «Гражданское движение „Народный контроль“» | 54950  | 5,95  | 5  |
| «Народный Рух»                             | 52696  | 5,95  | 5  |
| Всего (явка %)                             |        | —     | 84 |
| Источник: ЦИК Украины                      |        |       |    |

### Николаевская область
Результаты выборов в областной совет Николаевской области
| Оппозиционный блок                  | 75003 | 26,56 | 17 |
| Блок Петра Порошенко «Солидарность» | 65734 | 23,43 | 15 |
| Наш край                            | 42307 | 15,63 | 10 |
| Батькивщина                         | 31669 | 10,94 | 7  |
| УКРОП                               | 28064 | 10,94 | 7  |
| «Новая держава»                     | 18909 | 6,25  | 4  |
| «Свобода»                           | 16459 | 1,25  | 0  |
| Всего (явка %)                      |       | —     | 64 |
| Источник: ЦИК Украины               |       |       |    |

### Одесская область
Результаты выборов в областной совет Одесской области
| Оппозиционный блок                  | 155468 | 29,38 | 30 |
| Наш край                            | 143769 | 20,20 | 19 |
| «Доверяй делам»                     | 78440  | 14,29 | 12 |
| Батькивщина                         | 75175  | 13,10 | 11 |
| Блок Петра Порошенко «Солидарность» | 52854  | 9,52  | 8  |
| «Возрождение»                       | 52751  | 9,52  | 8  |
| Всего (явка %)                      |        | —     | 84 |
| Источник: ЦИК Украины               |        |       |    |

### Полтавская область
Результаты выборов в областной совет Полтавской области
| Блок Петра Порошенко «Солидарность»   | 87686 | 17,86 | 15 |
| Батькивщина                           | 75672 | 15,48 | 13 |
| Радикальная партия Олега Ляшко        | 47376 | 9,52  | 8  |
| «УКРОП»                               | 46721 | 9,52  | 8  |
| «Партия простых людей Сергея Каплина» | 44921 | 9,52  | 8  |
| «Свобода»                             | 40467 | 8,33  | 7  |
| Аграрная партия Украины               | 39487 | 8,33  | 7  |
| «Родной город»                        | 38770 | 7,14  | 6  |
| Оппозиционный блок                    | 34319 | 7,14  | 6  |
| «Возрождение»                         | 33932 | 7,14  | 6  |
| Всего (явка %)                        |       | —     | 84 |
| Источник: ЦИК Украины                 |       |       |    |

### Ровненская область
Результаты выборов в областной совет Ровненской области
| Блок Петра Порошенко «Солидарность» | 92419  | 29,69 | 19 |
| «Батькивщина»                       | 77975  | 25,00 | 16 |
| Радикальная партия Олега Ляшко      | 48091  | 15,63 | 10 |
| «Свобода»                           | 39974  | 12,50 | 8  |
| «Партия конкретных дел»             | 27886  | 9,38  | 6  |
| «УКРОП»                             | 26275  | 7,81  | 5  |
| Всего (явка %)                      | 420577 | —     | 64 |
| Источник: ЦИК Украины               |        |       |    |

### Сумская область
Результаты выборов в областной совет Сумской области
| Батькивщина                                | 70777 | 24,88 | 19 |
| Блок Петра Порошенко «Солидарность»        | 69229 | 18,78 | 12 |
| «Возрождение»                              | 42576 | 12,50 | 8  |
| Радикальная партия Олега Ляшко             | 34805 | 10,94 | 7  |
| «Воля народа»                              | 30027 | 9,38  | 6  |
| Оппозиционный блок                         | 24788 | 7,81  | 5  |
| «Свобода»                                  | 22862 | 4,81  | 1  |
| Всего (явка %)                             |       | —     | 69 |
| Источник: ЦИК Украины (недоступная ссылка) |       |       |    |

### Тернопольская область
Результаты выборов в областной совет Тернопольской области
| Свобода"                                   | 117894 | 36,13 | 22 |
| Блок Петра Порошенко «Солидарность»        | 83327  | 17,31 | 14 |
| «Батькивщина»                              | 63045  | 9,63  | 8  |
| «Самопомощь»                               | 41770  | 9,38  | 6  |
| «Гражданское движение „Народный контроль“» | 30308  | 7,81  | 5  |
| Радикальная партия Олега Ляшко             | 35439  | 7,81  | 5  |
| Гражданская позиция                        | 26010  | 6,25  | 4  |
| «УКРОП»                                    | 22884  | 4,69  | 3  |
| Всего (явка %)                             | 420677 | —     | 64 |
| Источник: ЦИК Украины                      |        |       |    |

### Харьковская область
Результаты выборов в областной совет Харьковской области
| Оппозиционный блок                  | 320895 | 41,67 | 50  |
| Наш край                            | 120999 | 16,66 | 20  |
| Возрождение                         | 122673 | 15,83 | 19  |
| Самопомощь                          | 77618  | 10,00 | 12  |
| Блок Петра Порошенко «Солидарность» | 72359  | 9,17  | 11  |
| «Батькивщина»                       | 47551  | 6,67  | 8   |
| Всего (явка %)                      |        | —     | 120 |
| Источник: ЦИК Украины               |        |       |     |

### Херсонская область
Результаты выборов в областной совет Херсонской области
| Блок Петра Порошенко «Солидарность» | 66856 | 28,13 | 18 |
| Оппозиционный блок                  | 48732 | 20,31 | 13 |
| «Батькивщина»                       | 34517 | 14,06 | 9  |
| Наш край                            | 26710 | 10,94 | 7  |
| Радикальная партия Олега Ляшко      | 22611 | 9,38  | 6  |
| «УКРОП»                             | 21703 | 9,38  | 6  |
| «Самопомощь»                        | 17819 | 7,81  | 5  |
| Всего (явка %)                      |       | —     | 64 |
| Источник: ЦИК Украины               |       |       |    |

### Хмельницкая область
Результаты выборов в областной совет Хмельницкой области
| «За конкретные дела»                | 91874 | 22,62 | 19 |
| Блок Петра Порошенко «Солидарность» | 86669 | 20,24 | 17 |
| «Аграрная партия Украины»           | 55163 | 13,10 | 11 |
| «Батькивщина»                       | 54943 | 13,10 | 11 |
| «Свобода»                           | 50961 | 11,90 | 10 |
| Радикальная партия Олега Ляшко      | 38933 | 9,52  | 8  |
| «Самопомощь»                        | 38071 | 9,52  | 8  |
| Всего (явка %)                      |       | —     | 84 |
| Источник: ЦИК Украины               |       |       |    |

### Черкасская область
Результаты выборов в областной совет Черкасской области
| Блок Петра Порошенко «Солидарность» | 79730 | 21,43 | 18 |
| ВО «Черкасчане»                     | 70654 | 19,05 | 16 |
| «Батькивщина»                       | 56945 | 15,48 | 13 |
| Радикальная партия Олега Ляшко      | 46578 | 11,90 | 10 |
| «Возрождение»                       | 37049 | 9,52  | 8  |
| «Свобода»                           | 34169 | 8,33  | 7  |
| «УКРОП»                             | 31560 | 8,33  | 7  |
| Партия ветеранов Афганистана        | 22789 | 5,95  | 5  |
| Всего (явка %)                      |       | —     | 84 |
| Источник: ЦИК Украины               |       |       |    |

### Черниговская область
Результаты выборов в областной совет Черниговской области
| Блок Петра Порошенко «Солидарность» | 68644  | 18,75 | 12 |
| Радикальная партия Олега Ляшко      | 64701  | 18,75 | 12 |
| Наш край                            | 59365  | 17,19 | 11 |
| Батькивщина                         | 60449  | 17,19 | 11 |
| Аграрная партия Украины             | 47492  | 14,06 | 9  |
| «УКРОП»                             | 27127  | 7,81  | 5  |
| Оппозиционный блок                  | 23424  | 6,25  | 4  |
| Всего (явка %)                      | 395982 | —     | 64 |
| Источник: ЦИК Украины               |        |       |    |

### Черновицкая область
Результаты выборов в областной совет Черновицкой области
| Блок Петра Порошенко «Солидарность»        | 63544 | 23,44 | 15 |
| «Батькивщина»                              | 52429 | 18,75 | 12 |
| Аграрная партия Украины                    | 30274 | 10,94 | 7  |
| «Самопомощь»                               | 20420 | 7,81  | 5  |
| Радикальная партия Олега Ляшко             | 19997 | 7,81  | 5  |
| «Гражданское движение „Народный контроль“» | 18578 | 6,25  | 4  |
| «Свобода»                                  | 17309 | 6,25  | 4  |
| Наш край                                   | 15890 | 6,25  | 4  |
| Оппозиционный блок                         | 15214 | 6,25  | 4  |
| «УКРОП»                                    | 15146 | 6,25  | 4  |
| Всего (явка %)                             |       | —     | 64 |
| Источник: ЦИК Украины                      |       |       |    |

## Выборы городских голов и городских советов
Выборы глав больших городов (с численностью избирателей, больше 90 000 человек) проводятся в два тура, если ни один из кандидатов не наберёт больше половины голосов. Второй тур прошёл 15 ноября 2015 года.

### Киев
На пост городского головы Киева претендовали 29 кандидатов. Во второй тур вышли действующий городской голова Виталий Кличко (Блок Петра Порошенко — Солидарность) и представитель «Партии решительных граждан», народный депутат Борислав Берёза. Победу, набрав 64,10 % голосов избирателей, одержал Виталий Кличко.
Результаты выборов в Киевский городской совет
| Блок Петра Порошенко «Солидарность» | 237970 | 43.33 | 52 |
| «Самопомощь»                        | 101950 | 18.33 | 22 |
| «Батькивщина»                       | 76991  | 14.17 | 17 |
| «Единство»                          | 67480  | 12.50 | 15 |
| «Свобода»                           | 66797  | 11.67 | 14 |
| Всего (явка %)                      | —      | 120   |    |
| Источник: ЦИК Украины               |        |       |    |

### Винница
На пост городского головы Винницы претендовали 12 кандидатов. Во второй тур вышли секретарь горсовета Сергей Моргунов (Винницкая европейская стратегия) и представитель «Батькивщины» Людмила Щербаковская. Победу, набрав 59,91 % голосов избирателей, одержал Сергей Моргунов.
Результаты выборов в Винницкий городской совет
| «Винницкая европейская стратегия»   | 28970 | 37.04 | 20 |
| Блок Петра Порошенко «Солидарность» | 15368 | 16.52 | 10 |
| «Батькивщина»                       | 12729 | 16.67 | 9  |
| «Оппозиционный блок»                | 9760  | 11.11 | 6  |
| «Самопомощь»                        | 7489  | 9.26  | 5  |
| «Свобода (партия, Украина)»         | 5470  | 6.13  | 3  |
| Всего (явка %)                      |       | —     | 54 |
| Источник: ЦИК Украины               |       |       |    |

### Днепропетровск
На пост городского головы Днепропетровска претендовали 31 человек. Во второй тур вышли народные депутаты Александр Вилкул (Оппозиционный блок) и Борис Филатов («УКРОП»). Победу, набрав 52,34 % голосов избирателей, одержал Борис Филатов.
Результаты выборов в Днепропетровский городской совет
| «Оппозиционный блок»                | 100184 | 39.06 | 25 |
| «УКРОП»                             | 82100  | 32.81 | 21 |
| «Гражданская сила»                  | 29671  | 10.94 | 7  |
| Блок Петра Порошенко «Солидарность» | 24631  | 9.38  | 6  |
| «Самопомощь»                        | 19449  | 7.81  | 5  |
| Всего (явка %)                      |        | —     | 64 |
| Источник: ЦИК Украины               |        |       |    |

### Житомир
На пост городского головы Житомира претендовали 16 кандидатов. Во второй тур вышли заместитель главы города Сергей Сухомлин (Блок Петра Порошенко — Солидарность) и секретарь горсовета Любовь Цимбалюк («Батькивщина»). Победу, набрав 52,64 % голосов избирателей, одержал Сергей Сухомлин.
Результаты выборов в Житомирский городской совет
| Батькивщина                         | 15276 | 29.19 | 18 |
| Блок Петра Порошенко «Солидарность» | 13690 | 20.81 | 13 |
| «Самопомощь»                        | 9183  | 16.67 | 7  |
| «Свобода»                           | 7783  | 11.90 | 5  |
| «Оппозиционный блок»                | 7059  | 11.90 | 5  |
| Радикальная партия Олега Ляшко      | 5383  | 9.52  | 4  |
| Всего (явка %)                      |       | —     | 57 |
| Источник: ЦИК Украины               |       |       |    |

### Запорожье
На пост городского головы Запорожья претендовали 26 кандидатов. Во второй тур вышли самовыдвиженец — главный инженер «Запорожстали» Владимир Буряк и представитель БПП Николай Фролов. Победу, набрав 55,62 % голосов избирателей, одержал Владимир Буряк.
Результаты выборов в Запорожский городской совет
| «Оппозиционный блок»                | 62902 | 31.25 | 20 |
| «УКРОП»                             | 28595 | 14.06 | 9  |
| «Новая политика»                    | 27692 | 14.06 | 9  |
| Блок Петра Порошенко «Солидарность» | 27404 | 12.50 | 8  |
| «Наш край»                          | 20981 | 9.38  | 6  |
| «Самопомощь»                        | 18611 | 9.38  | 6  |
| «Батькивщина»                       | 18156 | 9.38  | 6  |
| Всего (явка %)                      |       | —     | 64 |
| Источник: ЦИК Украины               |       |       |    |

### Ивано-Франковск
На пост городского головы Ивано-Франковска претендовали 11 кандидатов. Во второй тур вышли представитель «Свободы» Руслан Марцинкив и народный депутат от БПП Игорь Насалик. Победу, набрав 63,82 % голосов избирателей, одержал Руслан Марцинкив.
Результаты выборов в Ивано-Франковский городской совет
| «Свобода»                           | 22644 | 50.33 | 38 |
| Блок Петра Порошенко «Солидарность» | 14661 | 13.43 | 9  |
| «Самопомощь»                        | 10336 | 10.29 | 6  |
| «УКРОП»                             | 9396  | 9.29  | 6  |
| «Батькивщина»                       | 6965  | 5.52  | 4  |
| Украинская народная партия          | 4758  | 5.14  | 3  |
| Всего (явка %)                      |       | —     | 42 |
| Источник: ЦИК Украины               |       |       |    |

### Кировоград
На пост городского головы Кировограда претендовали 14 кандидатов. Во второй тур вышли самовыдвиженец, директор мясокомбината Андрей Райкович и представитель БПП Артём Стрижаков. Победу, набрав 51,66 % голосов избирателей, одержал Андрей Райкович.
Результаты выборов в Кировоградский городской совет
| Блок Петра Порошенко «Солидарность» | 14708 | 21.43 | 9  |
| «Наш край»                          | 11611 | 16.67 | 7  |
| «Батькивщина»                       | 10781 | 14.29 | 6  |
| Оппозиционный блок                  | 8915  | 11.90 | 5  |
| «УКРОП»                             | 6648  | 9.52  | 4  |
| «Самопомощь»                        | 5125  | 7.14  | 3  |
| «Родной город»                      | 4795  | 7.14  | 3  |
| Радикальная партия Олега Ляшко      | 4559  | 7.14  | 3  |
| «Свобода»                           | 4008  | 4.76  | 2  |
| Всего (явка %)                      |       | —     | 42 |
| Источник: ЦИК Украины               |       |       |    |

### Луцк
На пост городского головы Луцка претендовали 12 кандидатов. Во второй тур вышли действующий городской голова Николай Романюк (Блок Петра Порошенко — Солидарность) и представитель «УКРОПа» Александр Товстенюк. Победу, набрав 56,69 % голосов избирателей, одержал Николай Романюк.
Результаты выборов в Луцкий городской совет
| «УКРОП»                                     | 23102 | 35.71 | 15 |
| Блок Петра Порошенко «Солидарность»         | 12931 | 19.05 | 8  |
| «Свобода»                                   | 7446  | 11.90 | 5  |
| «Самопомощь»                                | 6713  | 9.52  | 4  |
| «Батькивщина»                               | 5779  | 9.52  | 4  |
| «Общественное движение „Народный контроль“» | 5002  | 7.14  | 3  |
| Радикальная партия Олега Ляшко              | 4612  | 7.14  | 3  |
| Всего (явка %)                              |       | —     | 42 |
| Источник: ЦИК Украины                       |       |       |    |

### Львов
На пост городского головы Львова — 11 кандидатов. Во второй тур вышли действующий городской голова от «Самопомощи» Андрей Садовой и представитель «Свободы» Руслан Кошулинский. Победу, набрав 53,10 % голосов избирателей, одержал Андрей Садовой.
Результаты выборов во Львовский городской совет
| «Самопомощь»                                | 87346 | 37.50 | 24 |
| Блок Петра Порошенко «Солидарность»         | 35694 | 15.63 | 10 |
| «Свобода»                                   | 27225 | 12.50 | 8  |
| «Гражданская позиция»                       | 25920 | 10.94 | 4  |
| «Общественное движение „Народный контроль“» | 20831 | 10.94 | 7  |
| «УКРОП»                                     | 16172 | 7.81  | 5  |
| «Украинская галицкая партия»                | 15756 | 6.25  | 4  |
| Всего (явка %)                              |       | —     | 64 |
| Источник: ЦИК Украины                       |       |       |    |

### Николаев
На пост городского головы Николаева претендовал 21 кандидат. Во второй тур вышли Игорь Дятлов от «Оппозиционного блока» и представитель «Самопомощи» предприниматель Александр Сенкевич. Победу, набрав 54,9 % голосов избирателей, сенсационно одержал Александр Сенкевич.
Результаты выборов в Николаевский городской совет
| «Оппозиционный блок»                | 41642 | 48.15 | 26 |
| «Самопомощь»                        | 16635 | 18.52 | 10 |
| Блок Петра Порошенко «Солидарность» | 14057 | 16.67 | 9  |
| «Наш край»                          | 14054 | 16.67 | 9  |
| Всего (явка %)                      |       | —     | 54 |
| Источник: ЦИК Украины               |       |       |    |

### Одесса
На выборах городского головы Одессы зарегистрировано 42 кандидата. Победу в первом туре с 52,33 % (138865) голосов одержал действующий городской голова от партии «Доверяй делам» Геннадий Труханов.
Результаты выборов в Одесский городской совет
| «Доверяй делам»                           | 87069 | 42.19 | 27 |
| Блок Петра Порошенко «Солидарность»       | 45754 | 21.88 | 14 |
| «Оппозиционный блок»                      | 37839 | 18.75 | 12 |
| Украинская морская партия Сергея Кивалова | 18247 | 9.38  | 6  |
| «Самопомощь»                              | 14400 | 7.81  | 5  |
| Всего (явка %)                            |       | —     | 64 |
| Источник: ЦИК Украины                     |       |       |    |

### Полтава
На пост городского головы Полтавы претендовало 18 кандидатов. Во второй тур вышли действующий городской голова Александр Мамай от партии «Совесть Украины» и представитель БПП предприниматель Андрей Матковский. Победу, набрав 55,23 % голосов избирателей, одержал Александр Мамай.
Результаты выборов в Полтавский городской совет
| Блок Петра Порошенко «Солидарность»   | 13238 | 19.05 | 8  |
| «Родной край»                         | 12340 | 16.67 | 7  |
| «Совесть Украины»                     | 12237 | 16.67 | 7  |
| «Свобода»                             | 11022 | 14.29 | 6  |
| «Партия простых людей Сергея Каплина» | 9239  | 11.90 | 5  |
| «Батькивщина»                         | 7637  | 11.90 | 5  |
| «Самопомощь»                          | 6861  | 9.52  | 4  |
| Всего (явка %)                        |       | —     | 42 |
| Источник: ЦИК Украины                 |       |       |    |

### Ровно
На пост городского головы города Ровно претендовало 18 кандидатов. Во второй тур вышли действующий городской голова, самовыдвиженец Владимир Хомко и предприниматель Дмитрий Якимец («Громадский контроль»). Победу, набрав 60,21 % голосов избирателей, одержал Владимир Хомко.
Результаты выборов в городской совет Ровно
| Блок Петра Порошенко «Солидарность»                | 12325 | 21.43 | 9  |
| «Батькивщина»                                      | 11108 | 19.05 | 8  |
| «Свобода»                                          | 9611  | 16.67 | 7  |
| «Самопомощь»                                       | 8264  | 14.29 | 6  |
| «Всеукраинское объединение „Гражданский контроль“» | 7060  | 11.90 | 5  |
| Радикальная партия Олега Ляшко                     | 6607  | 9.52  | 4  |
| «УКРОП»                                            | 4251  | 7.14  | 3  |
| Всего (явка %)                                     |       | —     | 42 |
| Источник: ЦИК Украины                              |       |       |    |

### Сумы
На пост городского головы Сум претендовало 14 кандидатов. Во второй тур вышли действующий городской голова Александр Лысенко («Батькивщина») и пенсионер Анатолий Епифанов («Воля народа»). Победу, набрав 67,53 % голосов избирателей, одержал Александр Лысенко.
Результаты выборов в Сумской городской совет
| «Батькивщина»                       | 24493 | 42.86 | 18 |
| Блок Петра Порошенко «Солидарность» | 12774 | 21.43 | 9  |
| «Самопомощь»                        | 6216  | 9.52  | 4  |
| «За Украину!»                       | 5349  | 9.52  | 4  |
| «Оппозиционный блок»                | 4905  | 9.52  | 4  |
| «Свобода»                           | 4882  | 7.14  | 3  |
| Всего (явка %)                      |       | —     | 42 |
| Источник: ЦИК Украины               |       |       |    |

### Тернополь
На пост городского головы Тернополя претендовали 11 кандидатов. Победу, набрав 57,9 % голосов избирателей, одержал действующий городской голова от ВО «Свобода» Сергей Надал.
Результаты выборов в Тернопольский городской совет
| «Свобода»                                   | 20690 | 30.95 | 13 |
| Блок Петра Порошенко «Солидарность»         | 10077 | 16.67 | 7  |
| «Самопомощь»                                | 6216  | 9.52  | 4  |
| «Гражданская позиция»                       | 6692  | 42.86 | 18 |
| «Батькивщина»                               | 5993  | 9.52  | 4  |
| «Общественное движение „Народный контроль“» | 5749  | 9.52  | 4  |
| Радикальная партия Олега Ляшко              | 4170  | 9.52  | 3  |
| Всего (явка %)                              |       | —     | 42 |
| Источник: ЦИК Украины                       |       |       |    |

### Харьков
На пост главы Харькова — 11 претендентов. Победу в первом туре с 68,8 % (318556) голосов одержал действующий городской голова от партии «Возрождение» Геннадий Кернес.
Результаты выборов в Харьковский городской совет
| «Возрождение»                       | 256413 | 67.86 | 57 |
| «Самопомощь»                        | 56629  | 15.48 | 13 |
| Блок Петра Порошенко «Солидарность» | 32304  | 8.33  | 7  |
| «Наш край»                          | 31906  | 8.33  | 7  |
| Всего (явка %)                      |        | —     | 84 |
| Источник: ЦИК Украины               |        |       |    |

### Херсон
На пост городского головы Херсона — 19 кандидатов. Во второй тур вышли действующий городской голова, самовыдвиженец Владимир Миколаенко и предприниматель Владислав Мангер («Батькивщина»). Победу, набрав 67,78 % голосов избирателей, одержал Владимир Миколаенко.
Результаты выборов в Херсонский городской совет
| Блок Петра Порошенко «Солидарность» | 14567 | 20.37 | 11 |
| «Оппозиционный блок»                | 11578 | 16.67 | 9  |
| «Наш край»                          | 11025 | 16.67 | 9  |
| «Самопомощь»                        | 8881  | 12.97 | 7  |
| «Батькивщина»                       | 7745  | 11.11 | 6  |
| «УКРОП»                             | 6585  | 9.26  | 5  |
| «Свобода»                           | 4737  | 7.41  | 4  |
| Радикальная партия Олега Ляшко      | 4214  | 5.56  | 3  |
| Всего (явка %)                      |       | —     | 54 |
| Источник: ЦИК Украины               |       |       |    |

### Хмельницкий
На пост городского головы Хмельницкого — 14 кандидатов. Во второй тур вышли действующий городской голова, самовыдвиженец Константин Чернилевский и представитель «Свобода» Александр Симчишин. Победу, набрав 60,99 % голосов избирателей, одержал Александр Симчишин.
Результаты выборов в Хмельницкий городской совет
| «Свобода»                           | 15649 | 23.81 | 10 |
| «Самопомощь»                        | 13680 | 21.43 | 9  |
| Блок Петра Порошенко «Солидарность» | 10688 | 16.67 | 7  |
| «За конкретные дела!»               | 10279 | 14.29 | 6  |
| «Батькивщина»                       | 9260  | 14.29 | 6  |
| «Поруч»                             | 5902  | 9.52  | 4  |
| Всего (явка %)                      |       | —     | 42 |
| Источник: ЦИК Украины               |       |       |    |

### Черкассы
На пост городского головы Черкасс — 16 кандидатов. Во второй тур вышли представитель «Батькивщины» Анатолий Бондаренко и действующий городской голова от «Партии вольных демократов» Сергей Одарыч. Победу, набрав 49,07 % голосов избирателей, одержал Анатолий Бондаренко.
Результаты выборов в Черкасский городской совет
| «Партия вольных демократов»         | 11885 | 19.05 | 8  |
| Блок Петра Порошенко «Солидарность» | 9824  | 14.29 | 6  |
| «Батькивщина»                       | 8330  | 14.29 | 6  |
| «Черкащане»                         | 8240  | 11.90 | 5  |
| «Свобода»                           | 7099  | 11.90 | 5  |
| «Самопомощь»                        | 6865  | 11.90 | 5  |
| «УКРОП»                             | 6576  | 9.52  | 4  |
| «Радикальная партия Олега Ляшко»    | 4623  | 7.14  | 3  |
| Всего (явка %)                      |       | —     | 42 |
| Источник: ЦИК Украины               |       |       |    |

### Черновцы
На пост городского головы Черновцов — 15 кандидатов. Во второй тур вышли действующий городской голова, самовыдвиженец Алексей Каспрук и представитель «Родного города» Виталий Михайлишин. Победу, набрав 54,62 % голосов избирателей, одержал Алексей Каспрук.
Результаты выборов в Черновецкий городской совет
| «Родной город»                              | 12357 | 23.81 | 10 |
| Блок Петра Порошенко «Солидарность»         | 10449 | 21.43 | 9  |
| «Батькивщина»                               | 8767  | 16.67 | 7  |
| «Самопомощь»                                | 6539  | 14.29 | 6  |
| «Общественное движение „Народный контроль“» | 6127  | 11.90 | 5  |
| «Свобода»                                   | 5314  | 11.90 | 5  |
| Всего (явка %)                              |       | —     | 42 |
| Источник: ЦИК Украины                       |       |       |    |

### Чернигов
На пост городского головы Чернигова — 16 кандидатов. Во второй тур вышли народный депутат от БПП Владислав Атрошенко и действующий городской голова Александр Соколов («Наш край»). Победу, набрав 49,52 % голосов избирателей, одержал Владислав Атрошенко.
Результаты выборов в Черниговский городской совет
| «Наш край»                          | 21578 | 28.57 | 12 |
| Блок Петра Порошенко «Солидарность» | 16285 | 21.43 | 9  |
| «Батькивщина»                       | 11609 | 16.67 | 7  |
| «Самопомощь»                        | 8205  | 11.90 | 5  |
| «Радикальная партия Олега Ляшко»    | 5635  | 7.14  | 3  |
| «Демократический альянс»            | 4826  | 7.14  | 3  |
| «Оппозиционный блок»                | 4663  | 7.14  | 3  |
| Всего (явка %)                      |       | —     | 42 |
| Источник: ЦИК Украины               |       |       |    |

### Ужгород
На пост городского головы Ужгорода претендовали 22 кандидата. Во второй тур вышли секретарь горсовета Богдан Андреев «(Возрождение)» и самовыдвиженец Сергей Ратушняк. Победу, набрав 58,40 % голосов избирателей, одержал Богдан Андреев.
Результаты выборов в Ужгородский городской совет
| «Возрождение»                       | 8846 | 25.00 | 9  |
| Блок Петра Порошенко «Солидарность» | 4754 | 13.89 | 5  |
| «Патриот»                           | 4648 | 13.89 | 5  |
| «Наш край»                          | 3632 | 8.33  | 3  |
| «Европейская партия Украины»        | 3605 | 8.33  | 3  |
| «Батькивщина»                       | 3258 | 8.33  | 3  |
| «Единый Центр»                      | 2761 | 8.33  | 3  |
| «Самопомощь»                        | 2618 | 8.33  | 3  |
| «КМКС» Партия венгров Украины       | 2548 | 8.33  | 2  |
| Всего (явка %)                      |      | —     | 36 |
| Источник: ЦИК Украины               |      |       |    |

### Кривой Рог
На пост городского головы Кривого Рога претендовали 21 человек. Во второй тур вышли глава Криворожского городского совета Юрий Вилкул (Оппозиционный блок) с 39,13 % голосов избирателей и учёный Юрий Милобог («Самопомощь»), набравший 19,69 %. Во втором туре Вилкул набрал 49,24 % голосов избирателей (89209 чел.), на 753 голоса опередив Милобога (48,83 %). Представители «Самопомощи» заявили о фальсификациях выборов в пользу Вилкула. После того, как этот факт не удалось оспорить в суде и Вилкул вступил в должность главы горсовета Кривого Рога, 23 декабря под давлением фракции «Самопомощи» Верховная Рада Украины 239 голосами приняла Закон № 3613, которым назначила повторные выборы городского головы Кривого Рога на 27 марта 2016 года.

## Результаты
На прошедших выборах лидером стал БПП, проведший в местные органы власти 19,84 % депутатов от общего количества, «Батькивщина» заняла второе место (18,13 %), «Самопомощь» — последнее (2 %), «Оппозиционный блок» — четвёртое (9,07 %), РПЛ — шестое (5,6 %). Третье место заняла партия «Наш Край» (10,14 %), а пятое, седьмое и восьмое места — за также не имеющими фракции в парламенте Аграрной партией (7,48 %), УКРОПом (5 %), «Возрождением» (3,8 %). «Свобода» заняла предпоследнее место с 3,74 %.

## Оценка выборов

### Оппозиция
По мнению лидера движения «Украинский выбор» Виктора Медведчука, низкая явка во втором туре выборов свидетельствует об общем недоверии населения к власти.

### Наблюдатели
Наблюдатели от БДИПЧ ОБСЕ, Европейского парламента и Конгресса местных и региональных властей Совета Европы в совместном предварительном заявлении отметили, что выборы были конкурентными, в целом хорошо организованными и были проведены с уважением к демократическим процессам, но сложность законодательной базы, доминирование
экономических групп над избирательным процессом, и тот факт, что практически все освещение кампании в СМИ происходило на платной основе, подчеркивают необходимость продолжения избирательных реформ. ЦИК Украины работала коллегиально с соблюдением установленных законом сроков. Однако злоупотребления со стороны Территориальных избирательных комиссии, которые в некоторых случаях пытались воспрепятствовать участию отдельных политических сил в выборах, подорвали доверие к избирательным комиссиям. Процесс голосования и подсчёта голосов был прозрачным и хорошо организованным. Во многих частях страны изготовление и распределение избирательных бюллетеней вызвало серьёзные трудности. Правила финансирования избирательной кампании остаются недостаточно прозрачными, а отсутствие верхней границы расходов на избирательную кампанию не способствовало равенству кандидатов.
В заявлении Европейской службы внешнеполитической деятельности отмечается, что региональные выборы стали важным шагом в укреплении демократии страны. Служба подчеркнула необходимость дальнейших усилий по реформированию избирательного законодательства и повышению уровня доверия к нему, а также призвала провести выборы в городах, где они не были проведены 25 октября (Мариуполе, Красноармейске, Сватове), чтобы жители этих территорий могли воспользоваться своими избирательными правами.